# John Cordts
John Cordts (Amburgo, 23 luglio 1935) è un pilota di Formula 1 canadese.
Nel campionato mondiale di Formula 1 ha preso parte solamente al Gran Premio del Canada 1969.

## Risultati in Formula 1
| 1969 | Scuderia   | Vettura       |  |  |  |  |  |  |  |  |     |  |  |  | Punti | Pos. |
| ---- | ---------- | ------------- |  |  |  |  |  |  |  |  | --- |  |  |  | ----- | ---- |
| 1969 | Paul Seitz | Brabham BT23B |  |  |  |  |  |  |  |  | Rit |  |  |  | 0     |      |

| Legenda | 1º posto     | 2º posto | 3º posto    | A punti         | Senza punti/Non class.  | Grassetto – Pole position Corsivo – Giro più veloce |
| Legenda | Squalificato | Ritirato | Non partito | Non qualificato | Solo prove/Terzo pilota | Grassetto – Pole position Corsivo – Giro più veloce |